# McWilliams Arroyo
McWilliams Arroyo (1985. december 5. –) Puerto Ricó-i ökölvívó.
Ikertestvére, McJoe Arroyo szintén sikeres ökölvívó.

## Amatőr eredményei
- 2006-ban aranyérmes a Közép-amerikai Játékokon papírsúlyban. Az elődöntőben legyőzte a kubai olimpiai bajnok Yan Barthelemít.
- 2007-ben aranyérmes a Pánamerikai Játékokon légsúlyban.
- 2007-ben a világbajnokságon nem szerzett érmet, a negyeddöntőben az azeri Samir Məmmədovtól szenvedett vereséget légsúlyban.